# دوم اندريه غالو
دوم اندريه غالو (بالإيطالية: Andrea Gallo) (و. 1928 – 2013 م) هو برسبيتر شيخ، ومؤلف، وكاهن كاثوليكي، وكاتب إيطالي، ولد في جنوة، كان عضوًا في رهبنة ساليزيانية، توفي في جنوة، عن عمر يناهز 85 عاماً.

## روابط خارجية
- دوم اندريه غالو على موقع ميوزك برينز (الإنجليزية)